# Neklasificirani jezici
Neklasificirani jezici, lingvistički naziv za sve one jezike kojima još nije ustanovljena srodnost s nijednim drugim jezikom na svijetu.
Ethnologue 14th (96): aariya [aar] (Indija), abishira [ash] (Peru), agavotaguerra [avo] (Brazil), aguano [aga] (Peru), amerax [aex] (USA), amikoana [akn] (Brazil), andh [anr] (Indija), arára, mato grosso [axg] (Brazil), beothuk [bue] (canada), betaf [bfe] (indonesia (irian jaya)), bete [byf] (Nigerija), bhatola [btl] (Indija), bung [bqd] (Kamerun), cagua [cbh] (Kolumbija), callawalla [caw] (Bolivija), candoshi-shapra [cbu] (Peru), canichana [caz] (Bolivija), carabayo [cby] (Kolumbija), centúúm [cet] (Nigerija), chak [ckh] (Burma), chipiajes [cbe] (Kolumbija), cholon [cht] (Peru), coxima [kox] (Kolumbija), doso [dol] (papua new guinea), gail [gic] (south africa), haitian vodoun culture language [hvc] (haiti), hibito [hib] (Peru), himarimã [hir] (Brazil), hwla [hwl] (togo), iapama [iap] (Brazil), imeraguen [ime] (mauritania), kaimbé [qkq] (Brazil), kamba [qkz] (Brazil), kambiwá [qkh] (Brazil), kapinawá [qkp] (Brazil), kara [kah] (central african republic), karahawyana [xkh] (Brazil), karipúna [kgm] (Brazil), kariri-xocó [kzw] (Brazil), kehu [khh] (indonesia (irian jaya)), kembra [xkw] (indonesia (irian jaya), kirirí-xokó [xoo] (Brazil), kohoroxitari [kob] (Brazil), korubo [qkf] (Brazil), kujarge [vkj] (Čad), kunza [kuz] (Čile), kwavi [ckg] (tanzania), laal [gdm] (Čad), leco [lec] (Bolivija), lenca [len] (honduras), lepki [lpe] (indonesia (irian jaya), lufu [ldq] (Nigerija), luo [luw] (Kamerun), majhwar [mmj] (Indija), malakhel [mld] (Afganistan), mawa [wma] (Nigerija), miarrã [xmi] (Brazil), molengue [bxc] (Ekvatorijalna Gvineja), monimbo [mol] (Nikaragva), movima [mzp] (Bolivija), mukha-dora [mmk] (Indija), muniche [myr] (Peru), murkim [rmh] (indonesia (irian jaya), mutús [muf] (Venezuela), natagaimas [nts] (Kolumbija), pankararé [pax] (Brazil), papavô [ppv] (Brazil), pataxó-hãhaãi [pth] (Brazil), pijao [pij] (Kolumbija), polari [pld] (UK), puquina [puq] (Peru), quinqui [quq] (Španjolska), rer bare [rer] (ethiopia), sakirabiá [skf] (Brazil), shobang [ssb] (Indija), tapeba [tbb] (Brazil), taushiro [trr] (Peru), tingui-boto [tgv] (Brazil), traveller scottish [trl] (UK), tremembé [tme] (Brazil), truká [tka] (Brazil), uamué [uam] (Brazil), urarina [ura] (Peru), uru-pa-in [urp] (Brazil), wakoná [waf] (Brazil), waorani [auc] (ecuador), warduji [wrd] (Afganistan), wasu [wsu] (Brazil), waxianghua [wxa] (Kina), weyto [woy] (ethiopia), xinca [xin] (guatemala), yarí [yri] (Kolumbija), yaruro [yae] (Venezuela), yauma [yax] (Angola), yeni [yei] (Kamerun), yuwana [yau] (Venezuela)
Ethnologue 15th (78): aariya [aay] (Indija), abishira [ash] (Peru), agavotaguerra [avo] (Brazil), aguano [aga] (Peru), amerax [aex] (USA), amikoana [akn] (Brazil), andh [anr] (Indija), arára, mato grosso [axg] (Brazil), beothuk [bue] (canada), betaf [bfe] (indonesia (papua), bhatola [btl] (Indija), bung [bqd] (Kamerun), cagua [cbh] (Kolumbija), carabayo [cby] (Kolumbija), chak [ckh] (Burma), chipiajes [cbe] (Kolumbija), coxima [kox] (Kolumbija), doso [dol] (papua new guinea), gail [gic] (south africa), haitian vodoun culture language [hvc] (haiti), himarimã [hir] (Brazil), iapama [iap] (Brazil), imeraguen [ime] (mauritania), kaimbé [xai] (Brazil), kamba [xba] (Brazil), kambiwá [xbw] (Brazil), kapinawá [xpn] (Brazil), kara [kah] (central african republic), karahawyana [xkh] (Brazil), karirí-xocó [kzw] (Brazil), kehu [khh] (indonesia (papua), kembra [xkw] (indonesia (papua), kohoroxitari [kob] (Brazil), korubo [xor] (Brazil), kujarge [vkj] (Čad), kunza [kuz] (Čile), laal [gdm] (Čad), lenca [len] (honduras), lepki [lpe] (indonesia (papua), lufu [ldq] (Nigerija), luo [luw] (Kamerun), majhwar [mmj] (Indija), malakhel [mld] (Afganistan), mawa [wma] (Nigerija), miarrã [xmi] (Brazil), monimbo [mom] (Nikaragva), mukha-dora [mmk] (Indija), murkim [rmh] (indonesia (papua), ná-meo [neo] (Vijetnam), natagaimas [nts] (Kolumbija), pankararé [pax] (Brazil), papavô [ppv] (Brazil), pataxó-hãhaãi [pth] (Brazil), pijao [pij] (Kolumbija), polari [pld] (UK), pumé [yae] (Venezuela), puquina [puq] (Peru), quinqui [quq] (Španjolska), rer bare [rer] (ethiopia), tapeba [tbb] (Brazil), tingui-boto [tgv] (Brazil), traveller scottish [trl] (UK), tremembé [tme] (Brazil), truká [tka] (Brazil), turumsa [tqm] (papua new guinea), uamué [uam] (Brazil), uru-pa-in [urp] (Brazil), wakoná [waf] (Brazil), warduji [wrd] (Afganistan), wasu [wsu] (Brazil), waxianghua [wxa] (Kina), weyto [woy] (ethiopia), xinca [xin] (guatemala), xukurú [xoo] (Brazil), yarí [yri] (Kolumbija), yauma [yax] (Angola), yeni [yei] (Kamerun), yuwana [yau] (Venezuela)
Ethnologue 16th (73): aariya [aay] (Indija), abishira [ash] (Peru), agavotaguerra [avo] (Brazil), aguano [aga] (Peru), aikanã [tba] (Brazil), arára, mato grosso [axg] (Brazil), bhatola [btl] (Indija), bung [bqd] (Kamerun), cagua [cbh] (Kolumbija), carabayo [cby] (Kolumbija), chipiajes [cbe] (Kolumbija), coxima [kox] (Kolumbija), doso [dol] (papua new guinea), gail [gic] (south africa), haitian vodoun culture language [hvc] (haiti), himarimã [hir] (Brazil), iapama [iap] (Brazil), imeraguen [ime] (mauritania), kaimbé [xai] (Brazil), kamba [xba] (Brazil), kambiwá [xbw] (Brazil), kanoé [kxo] (Brazil), kapinawá [xpn] (Brazil), kara [kah] (central african republic), karahawyana [xkh] (Brazil), karirí-xocó [kzw] (Brazil), kehu [khh] (indonesia (papua), kembra [xkw] (indonesia (papua), kujarge [vkj] (Čad), kunza [kuz] (Čile), kwaza [xwa] (Brazil), laal [gdm] (Čad), lenca [len] (honduras), lepki [lpe] (indonesia (papua), lufu [ldq] (Nigerija), luo [luw] (Kamerun), majhwar [mmj] (Indija), malakhel [mld] (Afganistan), mawa [wma] (Nigerija), molof [msl] (indonesia (papua), monimbo [mom] (Nikaragva), murkim [rmh] (indonesia (papua), ná-meo [neo] (Vijetnam), namla [naa] (indonesia (papua), natagaimas [nts] (Kolumbija), pankararé [pax] (Brazil), papavô [ppv] (Brazil), pataxó hã-ha-hãe [pth] (Brazil), pijao [pij] (Kolumbija), polari [pld] (UK), pumé [yae] (Venezuela), quinqui [quq] (Španjolska), rer bare [rer] (ethiopia), shenenawa [swo] (Brazil), tapeba [tbb] (Brazil), tingui-boto [tgv] (Brazil), tofanma [tlg] (indonesia (papua), traveller scottish [trl] (UK), tremembé [tme] (Brazil), truká [tka] (Brazil), uamué [uam] (Brazil), usku [ulf] (indonesia (papua), wakoná [waf] (Brazil), warduji [wrd] (Afganistan), wasu [wsu] (Brazil), waxianghua [wxa] (Kina), weyto [woy] (ethiopia), xinca [xin] (guatemala), xukurú [xoo] (Brazil), yarí [yri] (Kolumbija), yauma [yax] (Angola), yeni [yei] (Kamerun), yuwana [yau] (Venezuela)

## Ostali izvori
- Quinigua

## Vanjske poveznice
- Lenguas Inclasificadas